# 上海健康医学院
上海健康医学院，简称上健医，是中华人民共和国的一所全日制本科公办省属普通高等学校，位于上海市。2015年，上海医药高等专科学校、上海医疗器械高等专科学校和上海健康职业技术学院合并为上海健康医学院。2022年1月4日，上海健康医学院南苑开始扩建，2024年竣工。

## 外部連結
- 官方网站（页面存档备份，存于）
- 上海健康医学院的新浪微博
- 上海健康医学院的抖音 （页面存档备份，存于）
- 上海健康医学院的哔哩哔哩 （页面存档备份，存于）